# Gabinete Poincaré IV
O Gabinete Poincaré IV foi o ministério formado por Raymond Poincaré em 23 de julho de 1926 e dissolvido em 06 de novembro de 1928. Foi o 79º gabinete da Terceira República Francesa, sendo antecedido pelo Gabinete Herriot II e sucedido pelo Gabinete Poincaré V.

## Contexto
A união dos radicais ao antigo "Bloco Nacional" permitiu a Raymond Poincaré obter uma forte maioria na Assembleia Nacional Francesa, denominada "União Nacional" (422 deputados e 72,63% dos assentos), podendo implementar seu programa econômico de deflação. Ele então formou um gabinete de unidade nacional, mantendo Aristide Briand nas Relações Exteriores e retornando a uma política de austeridade financeira. Ao mesmo tempo, seu novo governo estabeleceu uma série de medidas voltadas à seguridade social e ao fortalecimento da agricultura.
Poincaré conseguiu apresentar um orçamento público equilibrado, o que só voltaria a acontecer em 1965. Devido a esse sucesso, ele decidiu reformulação seu gabinete, sendo reconduzido ao poder em novembro de 1928.

## Composição

O 4º Gabinete Poincaré em fotografia de 1926.

- Presidente da República: Gaston Doumergue
- Presidente do Conselho de Ministros: Raymond Poincaré
- Ministro dos Estrangeiros: Aristide Briand
- Ministro da Justiça: Louis Barthou
- Ministro do Interior: Albert Sarraut
- Ministro da Guerra: Paul Painlevé
- Ministro das Finanças: Raymond Poincaré
- Ministro da Marinha: Georges Leygues
- Ministro da Instrução Pública e Belas Artes: Édouard Herriot
- Ministro das Obras Públicas: André Tardieu
- Ministro da Agricultura: Henri Queuille
- Ministro do Comércio, Indústria, Correios, Telégrafos e Aeronáutica: Maurice Bokanowski (1926-1928); Henry Chéron (1928)
- Ministro das Colônias: Léon Perrier
- Ministro do Trabalho, Higiene, Assistência e Segurança Social: André Fallières (1926-1928); Louis Loucheur (1928)
- Ministro das Pensões: Louis Marin
- Ministro do Ar: Laurent Eynac

## Realizações
- Substituição do "franco germinal" pelo "franco Poincaré", que valia cinco vezes menos, uma desvalorização que apenas confirmou a taxa de câmbio real;[2]
- Estabelecimento de um seguro social para empregados titulares de contrato de trabalho contra riscos de doença, maternidade, invalidez, velhice e morte;[4]
- Estabelecimento de um regime de seguridade social especial para os agricultores.[5]